# Paul-Édouard Crébassa
Paul-Édouard Crébassa (1864-1912) est un peintre, lithographe et sculpteur français.
Souvent nommé Édouard Crébassa, il ne doit pas être confondu avec son homonyme le peintre Édouard Crébassa (1822-1882).

## Biographie
Paul-Édouard Crébassa naît le 3 avril 1864 à Graissessac dans l'Hérault.
Il se fait connaître par ses tableaux et ses lithographies de la vie nocturne parisienne. La revue L'Artiste, en rendant compte des salons de 1897, remarque en particulier une de ses œuvres, Café de nuit :

« n'est-ce pas au même gouffre que nous appellent coquettement les sirènes qu'un nouveau venu, Crébassa, campe au seuil de son Café de nuit ? […] Paul-Édouard Crébassa vient 
d'exaucer mon vœu. Dès mon premier matin d'exploration, je remarquai son œuvre méconnue, sa palette colorée, son nom très obscur, que je prendrais pour un nom étranger si le catalogue ne m'apprenait son origine méridionale. Et le peintre, non plus que moi, n'a rêvé de transposer sur la toile vierge la psychologie plutôt sommaire des consommés tiédes ou des œufs durs ; je le distingue et l'exhorte et l'absous, parce que son regard a compris le visible parfum de deux fleurs nocturnes, la beauté des Tanagras noires qui hantent l'aube factice des lumières. Retenez son nom : ce noctambule est un peintre, et ce peintre est un artiste. […] Sans hypocrisie bourgeoise ni corruption 
demi-mondaine, laissant à d'autres l'allégorie banale» ou l'instantané plus terre à terre le peintre semble se rappeler Delacroix : « Le premier mérite d'un tableau est d'être une fête pour l'œil ». »

Le député Jules Pams lui achète Café de nuit, ce qui permet à Crébassa de devenir sociétaire des Beaux-Arts. Il participe aux Salons d'automne de 1903 à 1907. Son portrait du sculpteur Gustave Violet est exposé au Salon d'automne de 1905.
En 1907, il participe à la décoration de la salle des mariages de l'hôtel de ville de Noisy-le-Sec avec des caissons de plafond représentant des allégories de la danse et de la musique.
Il meurt le 16 mars 1912 à Paris. Une exposition de ses œuvres a lieu dans son atelier du 50 de la rue Vercingétorix la même année.

## Œuvre
Plusieurs de ses œuvres appartiennent au Musée du château de Flers, par don de Charlotte et André Söderlindh, fille et gendre du sculpteur Aristide Rousaud, ami d'Edouard Crébassa. En 2018, ce musée organise une exposition sur le thème de la danse autour de plusieurs œuvres de Crébassa,.

### Tableaux
- Café de nuit (1897)
- Nue au bord d'une rivière[11],[12]
- La Rixe

### Lithographies
- Les femmes à l'absinthe (1894), à la National Gallery of Art de Washington[13], au Rijksmuseum Amsterdam[14] et au Detroit Institute of Arts[15]
- Fumeuse ou Intimité (1895), au Rijksmuseum Amsterdam[16], à la National Gallery of Art de Washington[17] et au Detroit Institute of Arts[18]
- Nocturne (1895), à la National Gallery of Art de Washington[19], et au Rijksmuseum Amsterdam[20]
- Lutteurs (1895), à la National Gallery of Art de Washington[21]
- Tête de femme (1895), au Detroit Institute of Arts[22]

### Sculptures
- Fauconnier sur un cheval richement décoré (n. d., coll. priv.)

Galerie d'œuvres de Paul-Édouard Crébassa
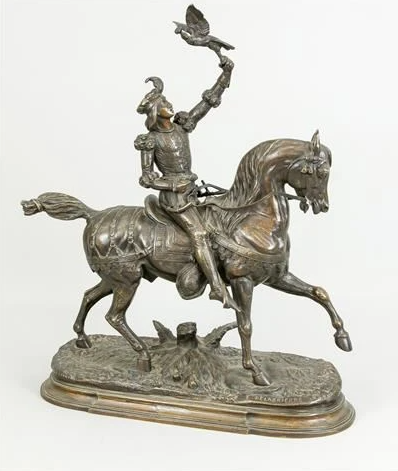
Fauconnier sur un cheval richement décoré (bronze patiné sur socle à relief oblong).
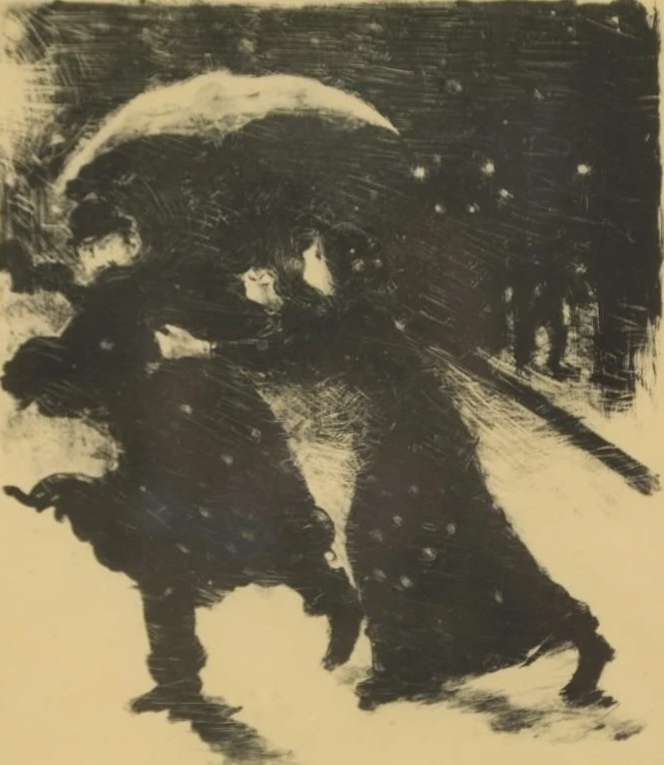
Lithographie sans titre.
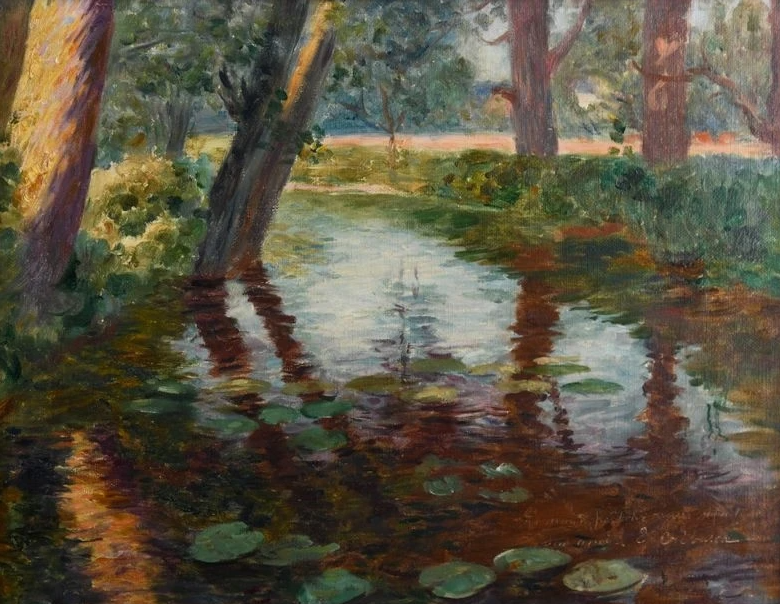
Rivière aux nénuphars (huile sur toile).
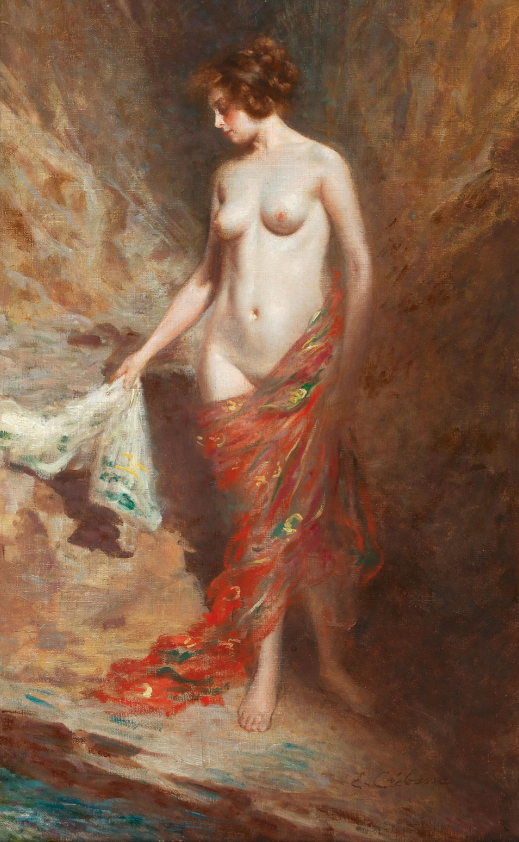
Nue au bord d'une rivière (huile sur toile).